# 宣德县 (隋朝)
宣德县，中国古县名。
隋朝大業四年（608年）秋，隋軍平定土谷渾。五年（609年）在原吐谷渾地設置西海郡，郡治原土谷渾都城伏俟城（今青海省共和县西北石乃亥），以輕罪罪犯遷徙填充。隋末废。